# Xã Kalmar, Quận Olmsted, Minnesota
Xã Kalmar (tiếng Anh: Kalmar Township) là một xã thuộc quận Olmsted, tiểu bang Minnesota, Hoa Kỳ. Năm 2010, dân số của xã này là 1.046 người.